# Michelle Álvarez
Michelle Abril Álvarez Cárdenas (Monterrey, Nuevo León; 25 de agosto de 1991) es una cantante y actriz mexicana. Es muy conocida por su papel de Ernestina en Alegrijes y rebujos. 
Formó parte del Grupo Play, junto a algunos participantes de Código F.A.M.A..

## Biografía
Comenzó su carrera en Código F.A.M.A., un reality show producido en México en 2003 por Televisa para captar talentos infantiles.
En 2003 y 2004 actuó en dos producciones de Televisa: Alegrijes y rebujos, como Ernestina, y Misión S.O.S., como La Chaneque Dorada.
Estuvo en 2005 en un grupo llamado la tardeada de las estrellas, un grupo del cual salió el Grupo Play en el que ella estaría.
Ha participado como Conductora de Televisión, radio y teletón, además de estelarizar Obras de Teatro, Actriz en más de 3 telenovelas y excelente cantante.
En 2008, participó en La rosa de Guadalupe, haciendo el personaje estelar. 
Participó en la serie El Pantera en su tercera temporada.
Actualmente forma parte de los coros del trío Sasha Benny Erik, junto con Sasha Sokol, Benny Ibarra y Erik Rubin y los músicos. Michelle a estado en las giras, cantando en las principales ciudades de México, Centro y Estados Unidos.

## Trayectoria
- Alegrijes y rebujos (2003) como Ernestina Garza Aguayo.
- Misión S.O.S (2004) como Chanequa Dorada.
- La energía de Sonric'slandia (2005) Conductora.
- Tom Sawyer (2005) Becky.
- Peregrina (2005) Brenda
- Mujer, casos de la vida real 2 series.
- La fea más bella (2006) Amiga de protagonista.
- Conductora e Imagen de Teletón (2003).
- Palabra de mujer(2008) Aparición especial.
- Código F.A.M.A. (2003) como ella misma (participante).
- La rosa de Guadalupe (2008).
- Grupo Play (2006) Canta entrada de serie "Amor Mio".
- Señal T.N. (2004) Conductora adjunta.
- El Pantera (2009)

## Discografía
- Grupo Play: Días que no vuelven.
- Misión S.O.S
- Alegrijes y Rebujos
- Código Fama
- Joya Lanza Una Estrella
- Como Mariposa Solista

- Datos: Q6013028